# Ulvik (gemeente)
Ulvik is een gemeente in de Noorse provincie Vestland in het zuiden van Noorwegen. De gemeente telde 1131 inwoners in januari 2017. Omliggende plaatsen zijn Granvin en Eidfjord. In de omgeving liggen de Hardangerjøkulen. In de gemeente werd in 2013 de Hardangerbrua afgewerkt, een hangbrug met bijzonder grote overspanning over de Eidfjord.

## Plaatsen in de gemeente

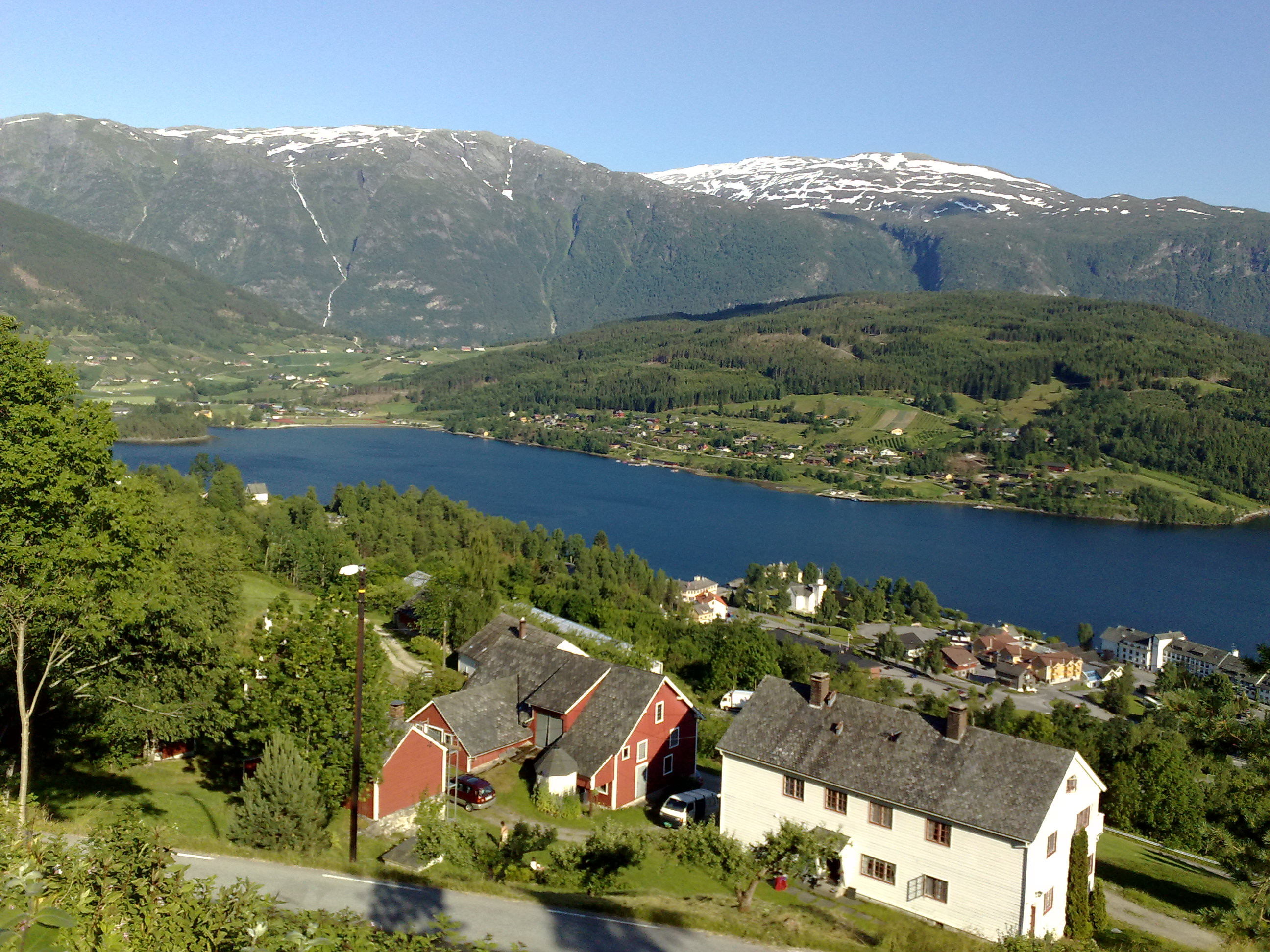

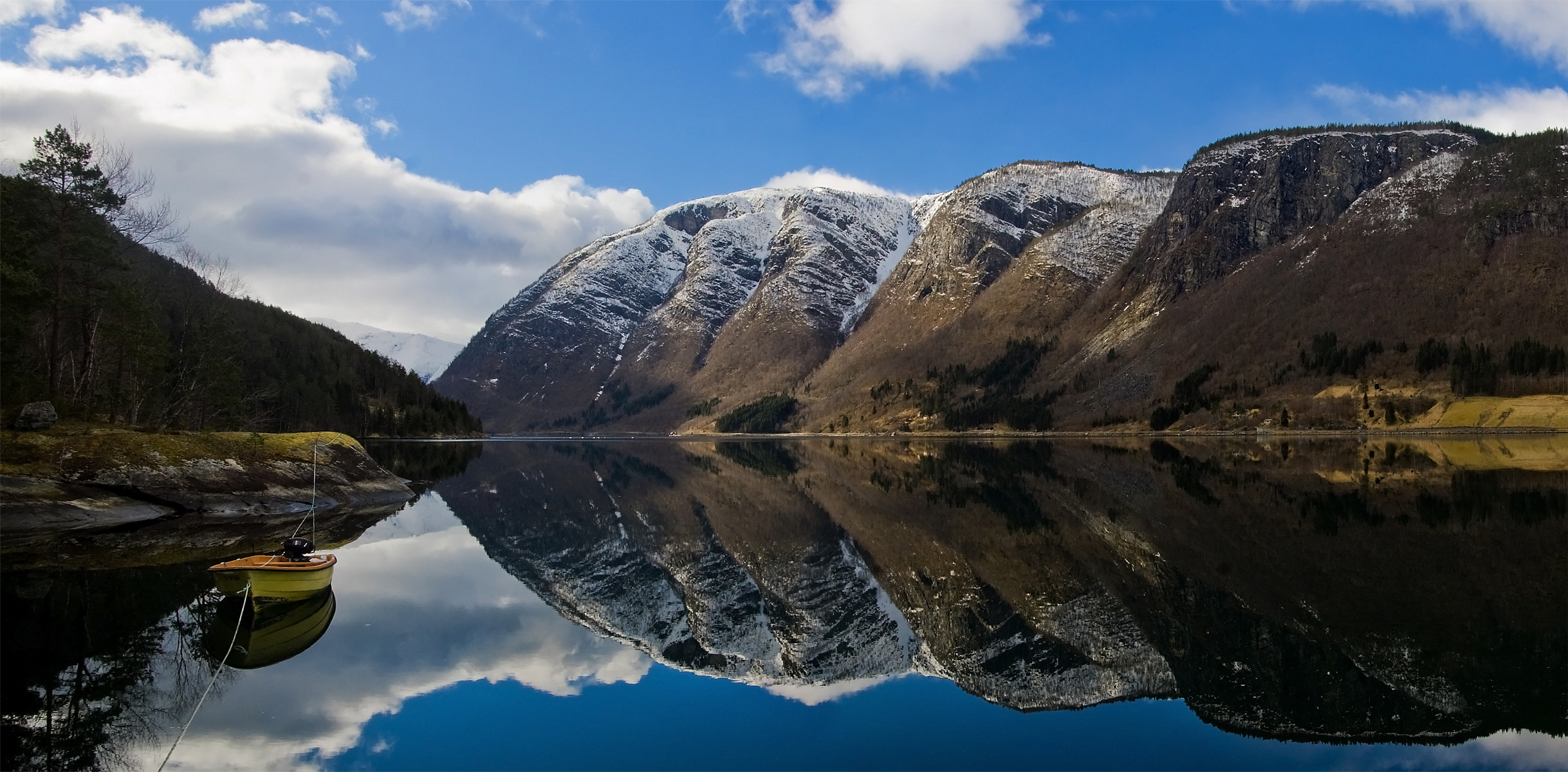
Ulvikfjord

- Ulvik (plaats)
- Finse

Alver ·  Askvol · Askøy · Aurland · Austevoll · Austrheim · Bergen · Bjørnafjorden · Bremanger · Bømlo · Eidfjord · Etne · Fedje · Fitjar · Fjaler · Gloppen · Gulen · Hyllestad · Høyanger · Kinn · Kvam · Kvinnherad · Luster · Lærdal · Masfjorden · Modalen · Osterøy · Samnanger · Sogndal · Solund · Stad · Stord · Stryn · Sunnfjord · Sveio · Tysnes · Ullensvang · Ulvik · Vaksdal · Vik · Voss · Øygarden · Årdal

Fylker van Noorwegen